# Gran Premi de Mèxic del 1965
Resultats del Gran Premi de Mèxic de la temporada 1965 de Fórmula 1, disputat a l'autòdrom Hermanos Rodríguez (Ciutat de Mèxic) el 25 d'octubre del 1965. Fou la primera i l'única victòria a la F1 de Dan Gurney. Fou la primera victòria a la F1 per Honda i Goodyear. Pole position: Jim Clark 1' 56. 17. Volta ràpida: Dan Gurney 1' 55. 84 (a la volta 57)

## Resultats
| Posició final | Número | Pilot               | Equip            | voltes | Temps/ Retirada         | Posició de sortida | Punts |
| ------------- | ------ | ------------------- | ---------------- | ------ | ----------------------- | ------------------ | ----- |
| 1             | 11     | Richie Ginther      | Honda            | 65     | 2h 08' 32" 1            | 3                  | 9     |
| 2             | 8      | Dan Gurney          | Brabham - Climax | 65     | + 2,89 s                | 2                  | 6     |
| 3             | 6      | Mike Spence         | Lotus - Climax   | 65     | + 1' 00,15 min.         | 6                  | 4     |
| 4             | 16     | Jo Siffert          | Brabham - BRM    | 65     | + 1' 54,42 min.         | 11                 | 3     |
| 5             | 12     | Ronnie Bucknum      | Honda            | 64     | + 1 volta               | 10                 | 2     |
| 6             | 21     | Richard Attwood     | Lotus - BRM      | 64     | + 1 volta               | 17                 | 1     |
| 7             | 14     | Pedro Rodríguez     | Ferrari          | 62     | + 3 voltes              | 14                 |       |
| 8             | 2      | Lorenzo Bandini     | Ferrari          | 62     | + 3 voltes              | 7                  |       |
| Ret           | 3      | Graham Hill         | BRM              | 56     | Motor                   | 5                  |       |
| Ret           | 18     | Moises Solana       | Lotus - Climax   | 55     | Encesa                  | 9                  |       |
| Ret           | 15     | Jo Bonnier          | Brabham - Climax | 43     | Suspensions             | 12                 |       |
| Ret           | 10     | Jochen Rindt        | Cooper - Climax  | 39     | Encesa                  | 16                 |       |
| Ret           | 7      | Jack Brabham        | Brabham - Climax | 38     | Pèrdua d'oli            | 14                 |       |
| Ret           | 4      | Jackie Stewart      | BRM              | 35     | Embragatge              | 8                  |       |
| Ret           | 22     | Bob Bondurant       | Lotus - BRM      | 29     | Suspensions             | 18                 |       |
| Ret           | 9      | Bruce McLaren       | Cooper - Climax  | 25     | Caixa canvi             | 15                 |       |
| Ret           | 5      | Jim Clark           | Lotus - Climax   | 8      | Motor                   | 1                  |       |
| NVS           | 22     | Innes Ireland       | Lotus - BRM      |        | Cotxe cedit a Bondurant |                    |       |
| NVS           | 24     | Ludovico Scarfiotti | Ferrari          |        | Cotxe cedit a Rodríguez |                    |       |